# Alberto Oliva Corrales
Alberto Eugenio Oliva Corrales (Chincha; Ica, 15 de enero de 1979) es un contador público y político peruano. Fue congresista de la república por la región Ica durante el disuelto periodo 2016-2019.

## Biografía
Nació el 15 de enero de 1979 en Chincha, ciudad ubicada en el departamento de Ica en Perú. Es hijo de José Tomás Carmelo Oliva Peña y de Carmen Luisa Corrales Llamosas.
Cursó sus estudios primarios y secundarios en su ciudad natal. Entre 1996 y 2000, cursó estudios superiores de contabilidad en la Universidad Inca Garcilaso de la Vega, ubicado en la ciudad de Lima.
Como político se inició en las elecciones regionales del 2010 cuando fue candidato a accesitario para el cargo de consejero regional por la provincia de Chincha por el movimiento Frente Regional Progresista Iqueño sin obtener la elección. En las elecciones regionales del 2014, Oliva fue candidato a la vicepresidencia del Gobierno Regional de Ica por el Movimiento Regional Obras por la Modernidad, junto al candidato Javier Gallegos Barrientos, quedando en segundo lugar y perdiendo la elección en segunda vuelta.
En las elecciones generales del 2016, postuló al Congreso de la República por Peruanos Por el Kambio, partido político de Pedro Pablo Kuczynski, y fue elegido congresista por Ica para el disuelto periodo 2016-2021. En febrero del 2019, Oliva renunció a Peruanos Por el Kambio tras discrepancias internas. Sin embargo, decidió mantenerse en la bancada congresal.
Durante su gestión como congresista, participó en la formulación de 194 proyectos de ley de los que 41 fueron aprobados como ley de la república. Asimismo, fue presidente de la Comisión de Justicia.
El 30 de septiembre del 2019, su cargo fue concluido luego de que el presidente Martín Vizcarra disolviera el Congreso de la República. Sin embargo, Oliva trabajó en el gobierno como asesor del Ministerio de Justicia y Derechos Humanos del Perú.
En las elecciones regionales del 2022, Oliva postuló a la presidencia del Gobierno Regional de Ica por el partido Somos Perú, quedando en el cuarto lugar. Luego en 2023, se afilió a Perú Primero, partido político de Martín Vizcarra, y fue designado como personero legal.